# Matteo Paoletti
Matteo Paoletti (Ancona, 27 maggio 1982) è un pallavolista italiano, opposto del Mondovì.

## Nazionale
- 1998/1999 Nazionale Under-19
- 2000/2001 Nazionale Under-20/Under-21

## Palmarès
- 1996/1997 Promozione A2
- 2000/2001 Junior League (MVP)
- 2001/2002 Indesit Champions League
- 2004/2005 Promozione A2
- 2008/2009 Promozione A2 - Coppa Italia (MVP)
- 2009/2010 Promozione A2 - Coppa Italia (MVP)
- 2012/2013 Promozione A2
- 2013/2014 Promozione A2